# Gryllus cayensis
Gryllus cayensis är en insektsart som beskrevs av Walker, T.J. 2001. Gryllus cayensis ingår i släktet Gryllus och familjen syrsor. Inga underarter finns listade i Catalogue of Life.